# 37 Piscium
37 Piscium är en vit stjärna som ligger i Fiskarnas stjärnbild.
37 Piscium har visuell magnitud +7,47 och kräver fältkikare för att kunna observeras. Stjärnan befinner sig på ett avstånd av ungefär 350 ljusår.